# Ajuga taiwanensis
Ajuga taiwanensis là một loài thực vật có hoa trong họ Hoa môi. Loài này được Nakai ex Murata mô tả khoa học đầu tiên năm 1968.